# Скримо
Скри́мо (англ. screamo, от scream — крик, вопль; и emo — названия музыкального стиля) — это музыкальный жанр, вышедший из эмо, большей частью из хардкор-панка в начале 90-х. Для жанра характерны мученический кричащий вокал и быстрые, гармонизированные гитары. В скримо брэйкдауны чаще всего медленней и мелодичнее, нежели в других жанрах. Помимо всего прочего, стиль довольно сложно классифицировать (особенно, с тех пор, как вокалисты стали отклоняться от кричащих вокалов). Иногда скримо ошибочно принимают за эмо-вайоленс, который довольно тесно связан со скримо (несмотря на то, что группы обоих стилей заимствуют друг у друга идеи). Лирика в скримо чаще всего носит личный характер. В большинстве песен в скримо используются образы и метафоры для описания личного отношения к различным проблемам.
Скримо (осн. статья Скриминг) — разновидность экстремального вокала, употребляемая в таких стилях как эмокор, скримо, эмо-вайоленс. Звучит как истеричный крик. По технике извлечения схож со шрайком и не имеет ничего общего со скримингом. Делается на голосовых связках, путём «форсирования фальцета». Типичные представители — вокалисты групп Funeral Diner, Orchid, Envy.

## История
В Калифорнии в начале 90-х, Gravity Records из Сан Диего выпустили много примечательных записей этого стиля. Независимые Эмо группы того времени, такие как: Heroin, Angel Hair, Antioch Arrow, Universal Order of Armageddon, Swing Kids и Mohinder. В Нью-Йоркскую/Нью Джерсийскую эру, группы типа Nod, Merel, 1.6 Band, Rye Coalition и Rorschach переживали такой же импульс. Лейблы Gern Blandsten Records и Troubleman Records выпустили много весьма влиятельных записей того времени и региона. Многие из этих групп были вовлечены в клубную сцену ABC No Rio в Нью-Йорке, что было самоответом на жестокость и застой на сцене с группами игравшими в клубе CBGB, единственное маленькое место активного развития хардкора в Нью-Йорке в то время.
Произошёл «взрыв» команд, некоторыми из спровоцировавших его были: Indian Summer, Evergreen, Current, Shotmaker, Portraits of Past и Julia. В итоге эти группы стали играть то, что называется эмо, стиль, который укрепил драматические аспекты вокального исполнения для того, чтобы достичь наибольшего единения с публикой. Их музыкальные истоки различаются, Julia и Evergreen вместе произвели несколько из богатейших звучаний эмо, в то время, как Shotmaker отошли от хардкор-панка и нашли своё место в брутальной откровенности человеческого голоса. Результатом стал мощный эмоциональный всплеск, который часто оставлял эмо-группы и их публику или плачущими, или кричащими, или очень тихими после выступлений. Такие эффектные и открытые выражения эмоций часто провоцировали дискомфорт у многих фанатов хардкора и послужили причиной многих разногласий между двумя «лагерями».
В ближайшие годы интернет помог распространить идеи скримо через веб-сайты и онлайновые дистрибуции. Многие фанаты скримо обратились к eBay для распространения своих коллекций, редких и неопубликованных записей. Это привело к очень высоким ценам на записи, которые обычно стоили около 10$ или меньше, когда они впервые были выпущены. Некоторые члены распавшихся групп выразили своё недовольство столь высокими ценами и побудили фанатов не покупать эти записи или покупать вместо них полные дискографии после распада команды.
В недавние годы термин «скримо» часто ошибочно использовался для описания пост-хардкор, альтернативных рок, металкор, или хардкор групп попавших под влияние псевдо-эмо бума.
В настоящее время скримо переживает новую волну популярности (т. н. скримо-ривайвал) а наиболее яркими скримо-группами являются: Orchid, Ritual Mess, The Kodan Armada, Circle Takes The Square, Amygdala, Second Hand Charity, Saetia, Envy, La Quiete и другие.

## Группы
Список скримо-групп